# Stammliste der Schenck zu Schweinsberg

Wappen der Schencken zu Schweinsberg

Die Herren und späteren Freiherren Schenck zu Schweinsberg gehören zum hessischen Uradel und gehörten der althessischen, fränkischen und rheinischen reichsunmittelbaren Ritterschaft an.
Das Erbschenkenamt zu Hessen, erworben durch den Ritter Gunthram von Schweinsberg, zwischen 1239 und 1241, von Landgraf Herrmann II. von Thüringen, Graf von Hessen und Oheim des ersten hessischen Landgrafen Heinrich I. aus dem brabantischen Herzogshaus.
Gunthram Vogt, abwechselnd von Grünberg und von Marburg, Sohn eines Burgmanns zu Marburg genannt (vor 1199–1236), Landgräflicher Amtmann zu Grünberg, Erbauer der Burg Schweinsberg 1⚭ mit der Tochter des Ritters Eberhard von Merlan u.d. Adelheid, 2⚭ mit einer Fuldaischen Ministerialin hatte drei Söhne.
Herrmann von Schweinsberg, Knappe um 1215, seine Tochter Antonia (1264–1287) ⚭ Gerlach, genannt von Nordeck, Ritter († vor 1267) Ahnherr der Familie von Lohndorf
Gunthram (II.) von Schweinsberg, Ritter (1234–1269) Schenk des Landgrafen Hermann II. von Thüringen (Stammliste der älteren Schweinsberger Linie)
Crafto I. von Schweinsberg aus 2⚭, Ritter, Fuldaischer Ministerial ⚭ Bertha, T.d. Eckhard von Hatzfeld, sein Sohn Crafto II. († vor 1270), seine Tochter Agathe († vor 1280)
Die mangelhafte, oft fehlerhafte, Quellenlage betrifft den gesamten Zeitraum aller Familienzweige. Gesicherte Daten sind urkundlich genannt, Geburts- und Sterbedaten o. g. Zeiträume jedoch oft ungesichert und nach höchstmöglicher Wahrscheinlichkeit der oft abweichenden Datenquellen unter Vorbehalt zu betrachten. Es bleiben genealogische Details, sogar die Zuordnung von Mitgliedern des Hauses, ungeklärt.

## Stammliste der älteren Schweinsberger Linie
(älteste Hermannsteiner Linie)
Gunthram (II.) von Schweinsberg, Ritter (1234–1269), Schenk des Landgrafen Hermann II. von Thüringen, des Landgrafen Heinrich Raspe für Hessen, der Herzogin Sophie von Brabant und des Landgrafen Heinrich I. von Hessen, 1⚭ Gisela von Angersbach zu Wartenburg, 2⚭ N.N.
1. Gunthram II. der Ältere, Schenk zu Schweinsberg (1269–1318), Ritter nobilis, consiliarius juratus (Ratgeber) des Landgrafen Heinrich I. von Hessen, ⚭ Gertrude von Carben (1268–1311), Stifter der älteren Schweinsberger Linie
  1. Gunthram der Jüngere, Schenk zu Schweinsberg, genannt von Homberg (1309–1338), Ritter ⚭ Mechthild (1312–1333), Tochter des Meingot Gulden von Homberg
  2. Ruprecht Schenk zu Schweinsberg (1309–1338), Ritter, mainzischer Vasall, Burgmann zu Aschaffenburg 1⚭ N.N., Tochter des Ritters Wolfram IV. von Praunheim-Sachsenhausen, 2⚭ Wila (1323–1343)
    1. Wolfram Wolf Schenk zu Schweinsberg (1337–1374), ⚭ Elisabeth von dem Buches
      1. Ruprecht Schenk zu Schweinsberg (1367–1387), Knappe, ⚭ 1382 Heilecke von Bellersheim
        1. Konrad der Junge Schenk zu Schweinsberg (1401–1408)

      2. Wolf Schenk zu Schweinsberg (1381–1413), Knappe, 1⚭ Fyhe, 2⚭ 1414 Kuntzel
        1. Philipp Schenk zu Schweinsberg (1419–1439)

      3. Conrad Scheck zu Schweinsberg (1381–1416), Knappe, ⚭ 1407 Luckilchen (Luckard)
        1. Henne Schenk zu Schweinsberg (1416–1459) ⚭ N.N., Tochter des Gunthram III. der Jüngere Schenk zu Schweinsberg
          1. Conrad Schenk zu Schweinsberg (* 1459 † 1. März 1497 in Lich), Amtmann zu Lich, ⚭ Elisa Rau zu Holzhausen, Tochter des Heinrich Rau zu Holzhausen und der Gertrud von Biedenfeld, † 19. September 1503 in Lich
            1. Wolf Schenk zu Schweinsberg (* 1498 † 31. August 1532 in Lich), ⚭ Anna Wais von Fauerbach † 16. April 1564, Tochter des Tholde Wais von Fauerbach und der Margarete von Büches
              1. Tholde Schenk zu Schweinsberg (1539–1549)
              2. Philipp Schenk zu Schweinsberg (* 1539 † 24. Mai 1548), Kantor in Stift St. Alban vor Mainz
              3. Otto Schenk zu Schweinsberg (* 1539 † vor 1570), Amtmann zu Saleck, 1⚭ Barbara von Uissigheim, † 1564, die letzte ihres Geschlechts, 2⚭ Dorothea von Schweinsberg (1565–1609), Tochter des Hermann Rudolf Schenk zu Schweinsberg
                1. Dietrich Tholde Schenk zu Schweinsberg, 1572 erwähnt
                2. Adolf Eberhard Schenk zu Schweinsberg, 1572 erwähnt
                3. Hermann Melchior Schenk zu Schweinsberg aus 2⚭ (1583 erwähnt † 17. Januar 1609 zu Schweinsberg), ⚭ 1590 Margarethe Holzapfel von Fetzberg, † 1609, Tochter des Johann Magnus Holzapfel zu Fetzberg

              4. Johann Schenk zu Schweinsberg (* 1539 † 2. November 1555), Dechant in Fulda
              5. Justine Schenk zu Schweinsberg, 1⚭ Neidhart von Schlitz gen. von Görtz, 2⚭ Alexander von der Tann
              6. Clara Schenk zu Schweinsberg, ⚭ Lukas von Trümbach zu Wehrda
              7. Guda Schenk zu Schweinsberg, ⚭ Daniel von Weiblingen zu Lisberg
              8. Johannette Schenk zu Schweinsberg († 3. Mai 1568), ⚭ 1551 Fritz vom Stein zu Nassau (* 1528, † 9. Juli 1599)
              9. Marie Schenk zu Schweinsberg († 26. Oktober 1580), Äbtissin in Kloster Altenberg bei Wetzlar
              10. Anna Schenk zu Schweinsberg, 1566 Nonne in Kloster Altenberg bei Wetzlar

            2. Philipp Schenk zu Schweinsberg (* 1498, † 15. Januar 1550), Fürstabt von Fulda
            3. Anna Schenk zu Schweinsberg, Nonne Kloster Ahnaberg in Kassel, Austritt 1528
            4. Cuno Schenk zu Schweinsberg († 23. Juli 1516), Domherr zu Mainz
            5. Georg Schenk zu Schweinsberg (* 1498, † vor 1544), ⚭ Luzie Schenk zu Schweinsberg, Tochter des Hermann Schenk zu Schweinsberg
              1. Hermann Schenk zu Schweinsberg († 28. Februar 1572 in Basel), Johanniterkomtur in Basel und Rheinfelden
              2. Philipp Schenk zu Schweinsberg († 21. Januar 1567 in Sinnershausen), 1544 Geistlicher, gräflich-hennebergischer Rat, Amtmann in Kalten-Nordheim, Sand, Wasungen, ⚭ Catharine von Canstein, Tochter des Raban von Canstein und der Margarethe von Wrede.
                1. Rab Georg Schenk zu Schweinsberg, 1572 erwähnt
                2. Bernhard Heinrich Schenk zu Schweinsberg zu Sinnershausen und Scharfenberg († um 1620), Rittmeister, 1572 erwähnt,
                3. Anna Schenk zu Schweinsberg, ⚭ Moritz Marschalk von Ostheim zu Waltershausen, † 1607

              3. Philipp Georg Schenk zu Schweinsberg († 25. Februar 1568), 1544 erwähnt, Fürstabt von Fulda
              4. Caspar Schenk zu Schweinsberg († 10. Juni 1578), Amtmann zu Saleck, 1⚭ Ermgard von Lüder, 2⚭ 1558 Anna Schenk zu Schweinsberg, Tochter des Rudolf Schenk zu Schweinsberg
                1. Georg Rudolf Schenk zu Schweinsberg auf dem Schmitthof († vor 1600), ⚭ Gutta Rothsmann, Tochter des Stamm Rotsmann und der Gutta von Boineburg gen. Hohenstein
                  1. Hans Caspar Schenk zu Schweinsberg († vor 1637), hessen-darmstädtischer Kornett
                  2. Anna Rufina Schenk zu Schweinsberg (* um 1591, † 19. Juni 1659), 1⚭ Craft Christoph von Boineburg, 2⚭ Volpert Daniel Schenk zu Schweinsberg

                2. Helene Schenk zu Schweinsberg, ⚭ Ludwig von Werda gen. Roding zu Angerod

              5. Hans Schenk zu Schweinsberg (1544–1549)
              6. Anna Schenk zu Schweinsberg, ⚭ Jost von Weiters, Hessischer Kammermeister auf Wäldershausen
              7. Catharine Schenk zu Schweinsberg, 1⚭ Ebert Schenk zu Weinsberg, 2⚭ Ebert Schutzbar genannt Milchling
              8. Margarethe Schenk zu Schweinsberg, ⚭ 1563 Hans Wilhelm von Romrod
              9. Maria Jacobe Schenk zu Schweinsberg (* 1524 † 1. März 1618 in Sinnershausen), ⚭ Adam Bodenstein (* 1528 in Kemberg bei Wittenberg, † 1577 in Basel an der Pest), Professor in Basel, Mitglied im Consilium medicorum[2]
              10. Ebert Schenk zu Schweinsberg

          2. Gertrud Schenk zu Schweinsberg, ⚭ Hans von Wallenstein

      4. Johann (Henne) Schenk zu Schweinsberg (1379–1401), ⚭ Kuntzel
      5. Christine Schenk zu Schweinsberg († 1412), 1⚭ Heinrich von Schwalbach († 1398), 2⚭ Gernand von Buseck († 1408)

  3. Eberhard Schenk zu Schweinberg (1306–1333), Ritter ⚭ N.N. Tochter des Ritters Ludwig Kalb von Weitershausen
  4. Gisela Schenk zu Schweinsberg, ⚭ Mengot Flecke von Buseck
2. Gisela Schenk zu Schweinsberg (1264–1311), ⚭ Heinrich von Bischhausen († 6. April 1280)
3. Hermann Schenk zu Schweinsberg († vor 1279), ⚭ N.N.
  1. Bertha Schenk zu Schweinsberg, ⚭ Gerlach von der Ruhn
4. Elisabeth Schenk zu Schweinsberg (1279–1303), ⚭ Eckhard von Bicken († vor 1294)
5. Eberhard I. Schenk zu Schweinsberg († 1315), ⚭ Guda Gulden von Grünberg, Stifter der mittleren Hermannsteiner Linie
6. Margarethe Schenk zu Schweinsberg, ⚭ Gerlach von Diedenshausen
7. Gunthram III. der Jüngere Schenk zu Schweinsberg, aus 2⚭ (1279–1333), später der Alte, consiliarius juratus des Landgrafen Heinrich I. von Hessen, Stifter der 1549 erloschenen jüngsten Hermannsteiner Linie